# Archaeovenator hamiltonensis
Archaeovenator hamiltonensis és una espècie de pelicosaure varanòpid que va viure al Carbonífer superior en el que actualment són els Estats Units. És el varanòpid més antic conegut. Una anàlisi filogenètica va indicar que és el tàxon germà de tots els altres varanòpids coneguts.